# Newport (Vermont)
Newport è un comune degli Stati Uniti d'America, capoluogo della Contea di Orleans, nello Stato del Vermont. Con i suoi 5 005 abitanti è anche la città più popolosa della contea.
Nel 1759 venne fondato un piccolo insediamento, Pickeral Point che un secolo dopo (1868) venne inglobato da Lake Bridge; la nuova cittadina fu quindi chiamata Village of Newport.
L'età media è di 40 anni.
Il reddito pro capite ammonta a $25.544.
Newport ospita una branca del Community College of Vermont, dove sono presenti quasi 300 studenti.